# Eulalia von Barcelona

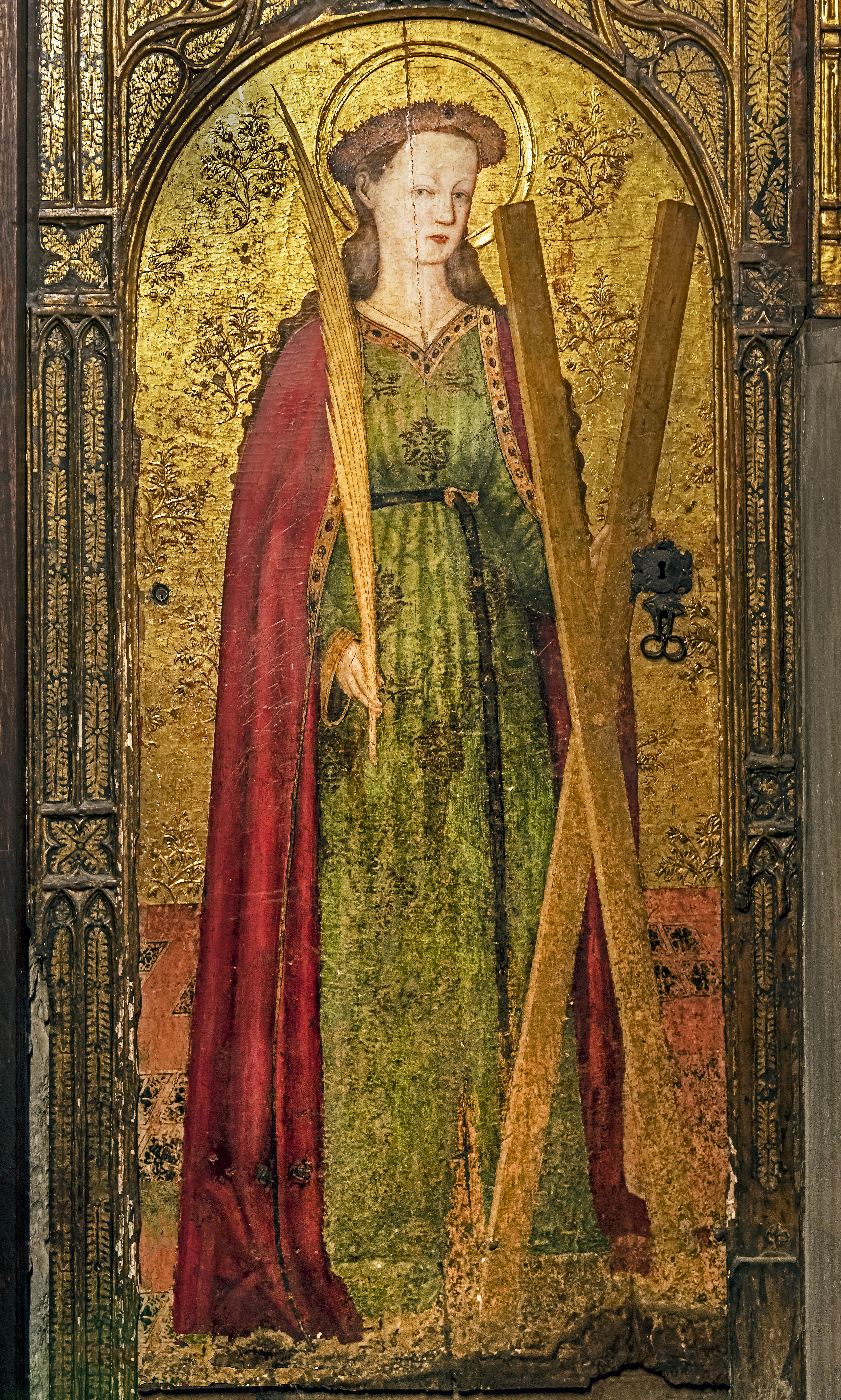
Eulalia von Barcelona von Pere Garcia de Benavarri in der Kathedrale von Barcelona

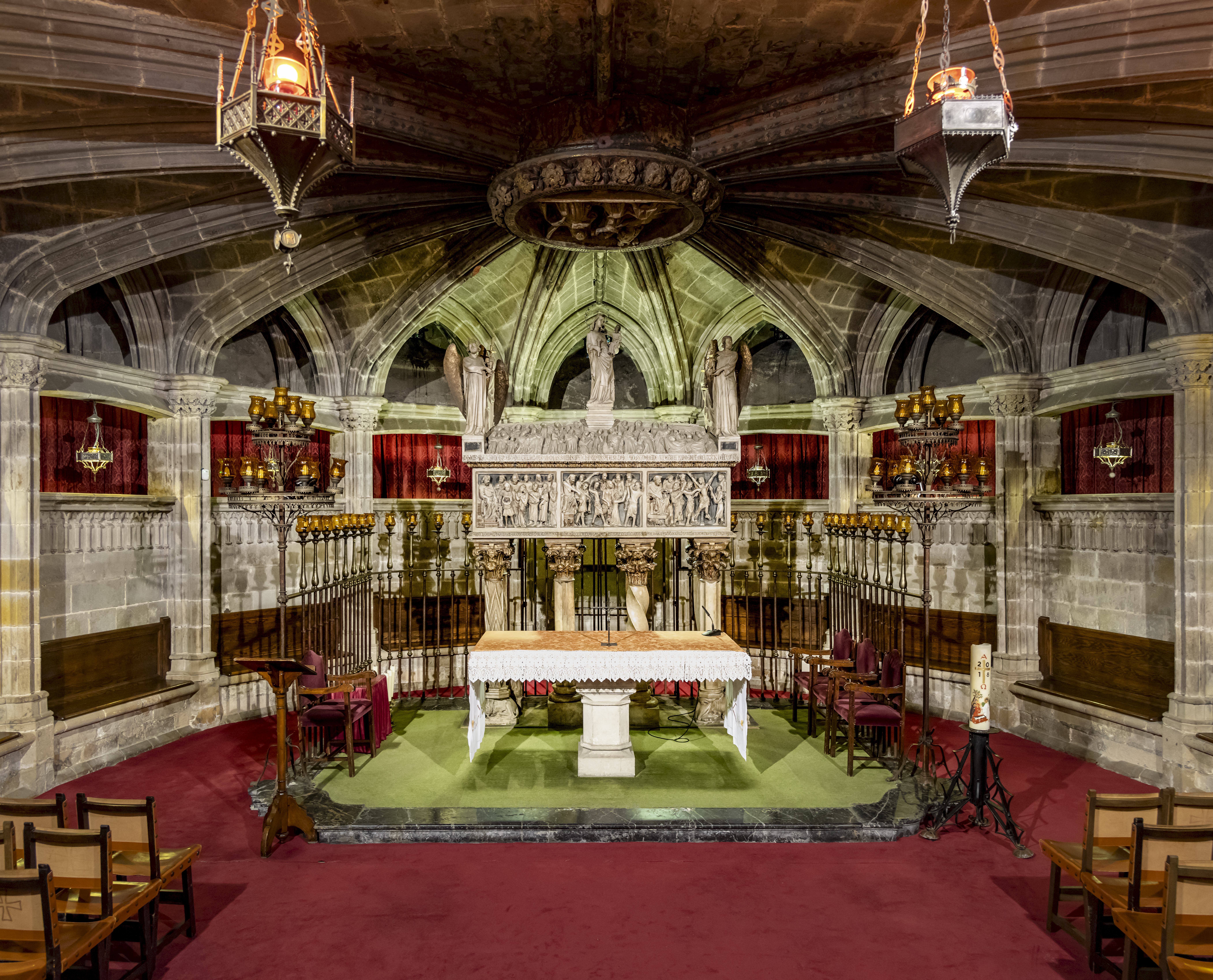
Die Krypta der Kathedrale von Barcelona mit dem Sarkophag Eulalias

Eulalia von Barcelona, auf Katalanisch Eulàlia de Barcelona, (* in Barcelona; † um 290 in Spanien) ist eine Heilige der römisch-katholischen Kirche. Sie ist Patronin der Stadt Barcelona. Ihre Attribute sind Kreuz, Taube, Eisenhaken und Schnee. Ihr katholischer Gedenktag wird am 12. Februar, der orthodoxe am 22. August eines jeden Jahres gefeiert.

## Leben und Werk
Nach der Legende erlitt Eulalia im Alter von 13 oder 14 Jahren bei den Christenverfolgungen unter Kaiser Diokletian ihr Martyrium. Sie starb nach zahlreichen Peinigungen. Wegen ihrer Haltung, die sie am Kreuz bewahrte, brannte man ihr ein Auge aus. Nach ihrem Tod schneite es. Der Schnee bedeckte ihren Körper wie ein weißer Schleier.
Die Verehrung Eulalias, besonders diejenige in Barcelona, ist erst ab dem 7. Jahrhundert im Hymnus Fulget hic honor (Hier glänzt die Ehre) nachgewiesen. Dieser Hymnus wird Bischof Quiricus von Barcelona zugeschrieben, der um 650 sein Bischofsamt dort versah. Die Märtyrerakten Eulalias von Barcelona gelten als unecht und weisen große Ähnlichkeiten zu denjenigen Eulalias von Mérida auf, weshalb zuweilen die Erstgenannte mit der zweiten identifiziert wird.
877 wurde Eulalias angebliches Grab entdeckt. Eulalias Grab bzw. ihr Sarkophag befindet sich in der im Jahr 1329 errichteten Krypta der Kathedrale von Barcelona. Ihre Reliquien befanden sich bis zum 14. Jahrhundert in der Barceloneser Kirche Santa Maria del Mar.